# Jacopo Giachetti
Jacopo Giachetti (Pisa, 7 dicembre 1983) è un cestista italiano.

## Carriera
Classico giocatore da playground, Giachetti è un playmaker in possesso di grande tecnica, che gli permette di penetrare nelle difese avversarie con discreta facilità, per poi puntare alla conclusione personale o per scaricare fuori i tiratori della sua formazione.
Jacopo Giachetti è un livornese doc nonostante sia nato a Pisa. "Solo un caso - ci tiene a precisare - o meglio una questione logistica: sono nato in una clinica di Pisa, ma nelle mie vene scorre sangue livornese".
Cresciuto nelle giovanili della squadra di Livorno, Jacopo esordisce nella massima serie del campionato italiano nel 1999 a Montecatini, collezionando 38 presenze e una media di 3,7 punti a partita e dove conquista lo scudetto Juniores, insieme a Luca Garri e Simone Cotani, che attualmente militano in Serie A.
Nelle tre stagioni successive Giachetti torna a casa e gioca con la Mabo Livorno (il primo anno in A2), giocando 36 volte nella stagione 2000-01 (media punti di 6,1), 33 volte nel 2001-02 (media punti di 6,6) e infine 26 volte nel 2002-03 (media punti di 7,3). In quest'ultima stagione si mette in luce, insieme al compagno di squadra Luca Garri, ala-centro di grandi prospettive che nell'estate successiva è argento alle Olimpiadi di Atene. Entrambi i cestisti vengono acquistati dalla Lottomatica Virtus Roma, che tenta di farli esplodere all'interno del progetto del presidente Claudio Toti e del mister Piero Bucchi.
La prima stagione romana di Jacopo è costellata di alti e bassi, con un minutaggio non troppo elevato (da terza scelta, dietro Tyus Edney e Davide Bonora) con coach Bucchi; ancor più difficile è il suo inserimento in squadra con il nuovo allenatore Svetislav Pešić. Durante i play-off 2004-05, Jacopo si mette in luce soprattutto nell'ultima gara giocata dai capitolini quando, sotto di 3 punti in casa contro la Fortitudo Bologna a pochi istanti dalla fine, Giachetti ruba la palla dalle mani di Rubén Douglas e riesce a tirare in tempo per pochi decimi di secondo oltre l'arco dei tre punti. Nonostante il tiro danzi a lungo sul ferro, facendo palpitare l'intero PalaLottomatica per almeno 3-4 secondi, avendo subìto fallo Jacopo si ritrova in lunetta, con tre tiri liberi decisivi. La mancanza di esperienza e la tensione gli fa fallire il secondo dei tre tiri, condannando Roma all'eliminazione.
Nel secondo anno, Giachetti è diventato seconda scelta della squadra romana, dietro a Vlado Ilievski. Nella prima parte della stagione, vista la crisi di forma del macedone, Jacopo ha condotto la squadra con ottime prestazioni nelle zone alte della classifica. Nel finale di stagione, inoltre, l'allenatore Svetislav Pešić lo ha spesso schierato come prima scelta nel ruolo di playmaker (o altrimenti in una formazione con doppio play) visti anche i problemi disciplinari di Ilievski. Nonostante la giovane età, Jacopo ha dimostrato di essere in grado di reggere all'alto minutaggio con ottime prestazioni.
Alla sua terza stagione romana, Jacopo compie prestazioni che oscillano tra gli alti e bassi di un'annata che è altrettanto tale per la sua squadra. È il cambio di Vlado Ilievski prima e di Mire Chatman poi.
Nella stagione 2008-09 Giachetti è il cambio di Sani Bečirovič. Il 21 dicembre 2008 gioca un'incredibile partita nel derby laziale contro Rieti mettendo a segno 24 punti tra i quali i due della vittoria a 4" dal termine. Con questa prestazione si afferma come uno dei pilastri offensivi della Lottomatica.
Nell'estate 2011 passa all'Olimpia Milano e due anni dopo si trasferisce alla Reyer Venezia dove resta fino ad agosto 2014 quando passa alla PMS Torino in A2 Gold

## Nazionale
In maglia azzurra ha esordito nel 2005, vincendo l'oro ai Giochi del Mediterraneo. Partecipa alle qualificazioni per gli Europei in Lituania 2011, nell'agosto 2010. Notevole è la sua prestazione contro la Lettonia a Bari il 20 agosto, in cui realizza 18 punti con 13/13 ai tiri liberi.

## Palmares
- Campione d'Italia Dilettanti: 1

PMS Torino: 2015

## Statistiche

### Cronologia presenze e punti in Nazionale
| Cronologia completa delle presenze e dei punti in Nazionale - Italia | Cronologia completa delle presenze e dei punti in Nazionale - Italia | Cronologia completa delle presenze e dei punti in Nazionale - Italia | Cronologia completa delle presenze e dei punti in Nazionale - Italia | Cronologia completa delle presenze e dei punti in Nazionale - Italia | Cronologia completa delle presenze e dei punti in Nazionale - Italia | Cronologia completa delle presenze e dei punti in Nazionale - Italia | Cronologia completa delle presenze e dei punti in Nazionale - Italia |
| Data                                                                 | Città                                                                | In casa                                                              | Risultato                                                            | Ospiti                                                               | Competizione                                                         | Punti                                                                | Note                                                                 |
| -------------------------------------------------------------------- | -------------------------------------------------------------------- | -------------------------------------------------------------------- | -------------------------------------------------------------------- | -------------------------------------------------------------------- | -------------------------------------------------------------------- | -------------------------------------------------------------------- | -------------------------------------------------------------------- |
| 14/07/2009                                                           | Bormio                                                               | Italia                                                               | 64 - 63                                                              | Rep. Ceca                                                            | Amichevole                                                           | 0                                                                    | [ 3 ]                                                                |
| 16/07/2009                                                           | Bormio                                                               | Italia                                                               | 85 - 49                                                              | Svezia                                                               |                                                                      | 0                                                                    | [ 4 ]                                                                |
| 25/07/2009                                                           | Trento                                                               | Italia                                                               | 91 - 69                                                              | Canada                                                               |                                                                      | 0                                                                    | [ 5 ]                                                                |
| 26/07/2009                                                           | Trento                                                               | Italia                                                               | 88 - 70                                                              | Nuova Zelanda                                                        |                                                                      | 0                                                                    | [ 6 ]                                                                |
| 27/07/2009                                                           | Trento                                                               | Italia                                                               | 83 - 72                                                              | Portogallo                                                           |                                                                      | 6                                                                    | [ 7 ]                                                                |
| 01/08/2009                                                           | Conegliano                                                           | Italia                                                               | 81 - 75                                                              | Canada                                                               | Amichevole                                                           | 13                                                                   | [ 8 ]                                                                |
| 05/08/2009                                                           | Cagliari                                                             | Italia                                                               | 77 - 80 dts                                                          | Francia                                                              | Qual. Euro 2009                                                      | 0                                                                    | [ 9 ]                                                                |
| 11/08/2009                                                           | Vantaa                                                               | Finlandia                                                            | 75 - 77                                                              | Italia                                                               | Qual. Euro 2009                                                      | 0                                                                    | [ 10 ]                                                               |
| 14/08/2009                                                           | Pau                                                                  | Francia                                                              | 81 - 61                                                              | Italia                                                               | Qual. Euro 2009                                                      | 13                                                                   | [ 11 ]                                                               |
| 20/08/2009                                                           | Porto San Giorgio                                                    | Italia                                                               | 89 - 95                                                              | Finlandia                                                            | Qual. Euro 2009                                                      | 7                                                                    | [ 12 ]                                                               |
| 09/07/2010                                                           | Bormio                                                               | Italia                                                               | 88 - 46                                                              | Ungheria                                                             |                                                                      | 6                                                                    | [ 13 ]                                                               |
| 16/07/2010                                                           | Firenze                                                              | Italia                                                               | 83 - 60                                                              | Macedonia                                                            |                                                                      | 8                                                                    | [ 14 ]                                                               |
| 18/07/2010                                                           | Firenze                                                              | Italia                                                               | 83 - 84                                                              | Bulgaria                                                             |                                                                      | 2                                                                    | [ 15 ]                                                               |
| Totale                                                               |                                                                      | Presenze                                                             | 13                                                                   |                                                                      | Punti                                                                | 55                                                                   |                                                                      |